# Сверре Нурбю
Сверре Нурбю (норв. Sverre Nordby, 13 березня 1910, М'єндален — 4 грудня 1978) — норвезький футболіст, що грав на позиції воротаря за клуб «М'єндален», а також національну збірну Норвегії. Триразовий володар Кубка Норвегії. 

## Клубна кар'єра
У футболі відомий виступами у команді «М'єндален», кольори якої і захищав протягом усієї своєї кар'єри гравця. За цей час тричі виборював титул володаря Кубка Норвегії.
| Дата       | Місто      | Господарі | Результат | Гості     | Турнір                        | Голи | Примітки |
| ---------- | ---------- | --------- | --------- | --------- | ----------------------------- | ---- | -------- |
| 24.10.1937 | Берлін     | Німеччина | 3 – 0     | Норвегія  | товариський матч              | -3   |          |
| 07.11.1937 | Дублін     | Ірландія  | 3 – 3     | Норвегія  | Відбір до ЧС 1938             | -3   |          |
| 17.06.1938 | Осло       | Норвегія  | 9 – 0     | Фінляндія | Чемпіонат П. Європи 1937-1947 | -    |          |
| 04.09.1938 | Осло       | Норвегія  | 2 – 1     | Швеція    | товариський матч              | -1   |          |
| 18.09.1938 | Осло       | Норвегія  | 1 – 1     | Данія     | Чемпіонат П. Європи 1937-1947 | -1   |          |
| 02.06.1939 | Сольна     | Швеція    | 3 – 2     | Норвегія  | товариський матч              | -3   |          |
| 22.06.1939 | Осло       | Норвегія  | 0 – 4     | Німеччина | товариський матч              | -4   |          |
| 03.09.1939 | Гельсінкі  | Фінляндія | 1 – 2     | Норвегія  | Чемпіонат П. Європи 1937-1947 | -1   |          |
| 17.09.1939 | Осло       | Норвегія  | 2 – 3     | Швеція    | Чемпіонат П. Європи 1937-1947 | -3   |          |
| 22.10.1939 | Копенгаген | Данія     | 4 – 1     | Норвегія  | Чемпіонат П. Європи 1937-1947 | -4   |          |
| Усього     |            | Матчів    | 10        |           | Голів                         | -23  |          |

## Титули і досягнення
- Володар Кубка Норвегії (3):

«Мйондален»: 1933, 1934, 1937